# Röntgenkristallografi
Röntgenkristallografi är en fysikalisk metod som används för att bestämma den tredimensionella strukturen för en kristall; två vanligt förekommande användningsområden är undersökning av kristalliserade protein och av metallers kristallstruktur. Röntgenkristallografi är i dag den enda metoden som helt autonomt kan användas för att hitta 3D-strukturen för proteinet, även om NMR-analyser kan komplettera studien.

## Röntgenkristallografi av proteiner

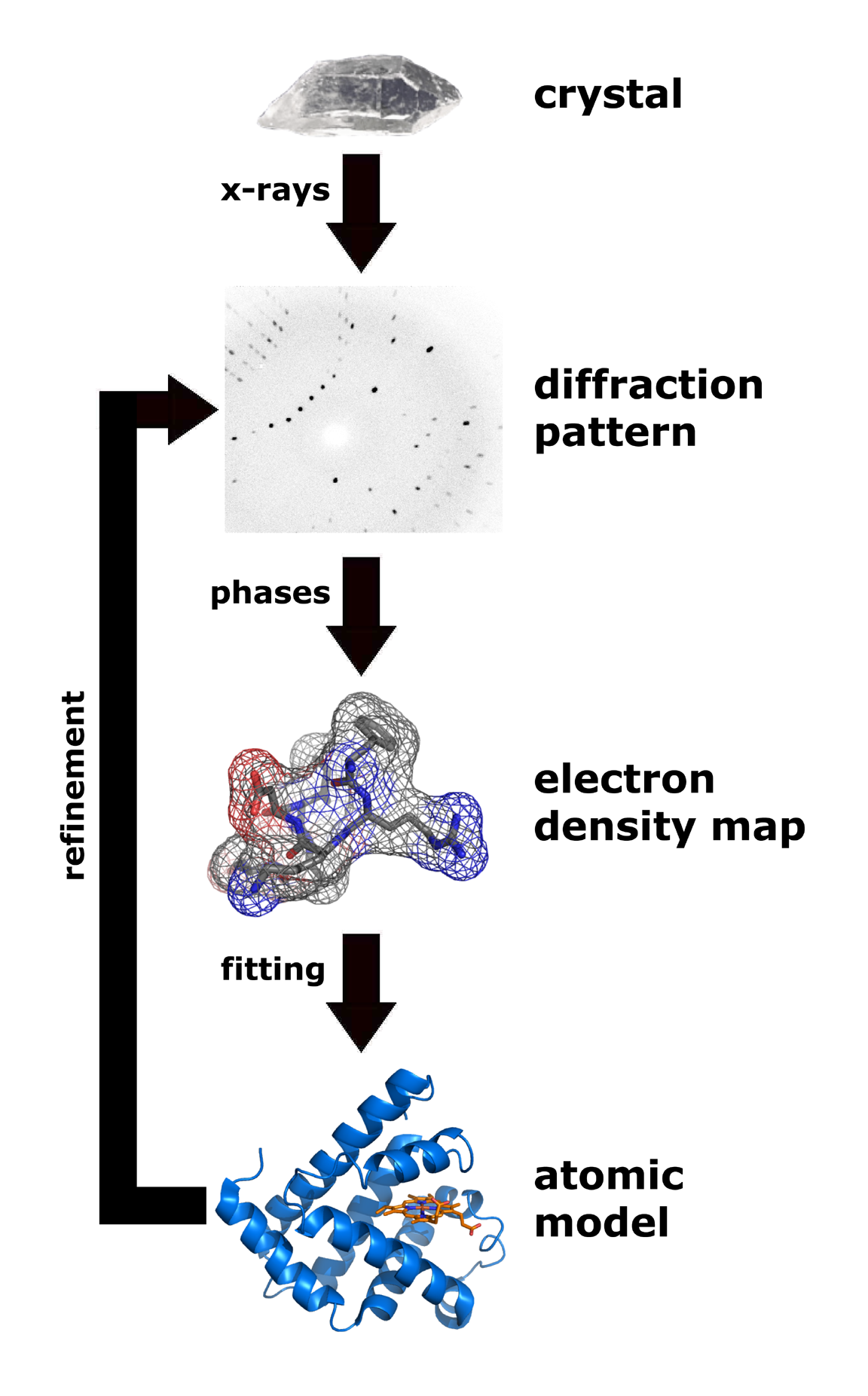
Bestämning av proteinstrukturer

Det första steget i en röntgenkristallografisk bestämning går ut på att producera stora mängder av det protein som ska bestämmas. I detta sammanhang har molekylärbiologin revolutionerat röntgenkristallografin, därför att man med hjälp av genkloning kan producera mycket stora mängder av ett visst protein. Före molekylärbiologins tidevarv kunde forskare endast studera protein som kunde renas fram i stora mängder från en organism.
När en acceptabel mängd av protein har framställts måste kristaller erhållas. Kristallbildningen är i särklass flaskhalsen för alla former av röntgenkristallografisk bestämning. Det existerar idag ingen systematik för att erhålla kristaller, utan forskare använder sig av trial and error för att hitta den kemiska formel som startar kristallbildningen av proteinet. Många forskare ägnar åratal åt att få fram kristallerna. Lyckligtvis finns speciell apparatur att tillgå för ändamålet, som kan pröva tusentals olika kemiska sammansättningar samtidigt. Emellertid är apparaturen dyr. Universitet och högskolor får oftast nöja sig med en manuell sökning medan läkemedelsindustrin ofta använder sig av instrument som snabbar upp letandet.
Om proteinkristaller uppstår är nästa steg att ta fram ett diffraktionsmönster för kristallen. Det gör man genom att belysa kristallen med röntgenstrålning och fånga upp diffraktionspunkterna på en skärm. Diffraktionspunkterna anger atomernas relativa positioner, och information om punkternas intensitet används för att konstruera en elektrondensitetskarta. Tyvärr förloras viktig information i diffraktionsmönstret, nämligen fasinformationen för den elektromagnetiska vågen. Olika tekniker finns för att återskapa denna information från punkternas intensitet, men ingen är helt adekvat.
När elektrondensitetskartan finns tillgänglig används ett datorprogram för att bygga upp 3D-modellen av proteinet.

## Röntgenkristallografi av metaller
Metallernas kristallstruktur är oftast inte ordnad i samma riktningar i hela materialet, utan är uppdelad i många mikroskopiska korn, kristalliter. En metod för att underlätta analysen av materialet är att först pulverisera materialet så att provet innehåller en slumpmässig blandning av riktningar på kornen, denna metod kallas pulvermetoden eller Debye-Scherrer-metoden.

### Debye-Scherrer-metoden
En röntgenografik metod för undersökning av kristallina, men pulverformiga ämnen. Ämnet formas först till en stav så tunn som möjligt, vilken monteras i centrum av en cylindrisk kammare. Ett smalt knippe monokromatisk röntgenstrålning sänds mot preparatets mitt och avböjes av detta i ett flertal skilda strålar, som träffar en film, som är fäst utmed hela kammarens vägg. På filmen uppstår ett mönster, som kan tolkas och ge upplyning om kristallfasens art och kristallernas struktur.